# Pacciamatura
La pacciamatura è un'operazione attuata in agricoltura e giardinaggio che si effettua ricoprendo il terreno con uno strato di materiale, al fine di impedire la crescita delle malerbe, mantenere l'umidità nel suolo, proteggere il terreno dall'erosione, dall'azione della pioggia battente, evitare la formazione della cosiddetta crosta superficiale, diminuire il compattamento, mantenere la struttura e mitigare la temperatura del suolo.
Fuori dal contesto agricolo viene usata nei parchi giochi e impianti sportivi con materiali sintetici.

## Materiali

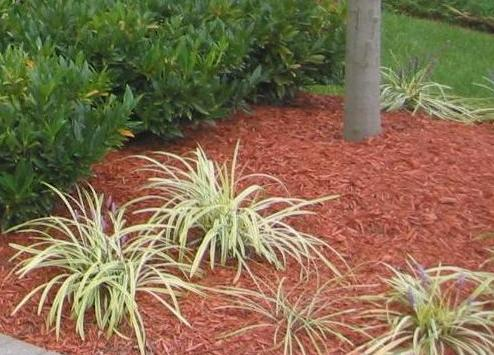
Corteccia sminuzzata, utilizzata per la pacciamatura

Vari sono i materiali che si prestano a questa tecnica agricola, anche usati in combinazione tra loro: si va dai materiali organici (erbacei o legnosi, ottenuti spesso dalla trinciatura dei residui colturali), a quelli inerti, fin all'utilizzo di appositi teli pacciamanti in film sintetici o bioplastici o in fibre naturali: 
- bucce di cacao
- paglia
- foglie secche
- erba di sfalcio
- corteccia di pino sminuzzata
- cartone
- strame
- film plastici o bioplastici
- tessuto non tessuto sintetico
- tessuto non tessuto in fibre di juta
- lapillo
- sabbia
- fibra di canapa corta semimacerata
- sassi per le piante grasse
- aghi di pino (essenziali per le fragole)
- lana
- cippato

## Tecnica
La pacciamatura è un'operazione attuata in agricoltura e giardinaggio che si effettua ricoprendo il terreno con uno strato di materiale, al fine di impedire la crescita delle malerbe, mantenere l'umidità nel suolo, proteggere il terreno dall'erosione, dall'azione della pioggia battente, evitare la formazione della cosiddetta crosta superficiale e mitigare la temperatura del suolo. L'effetto è dovuto sia a un'inibizione di tipo fisico (impedimento alla penetrazione dei raggi solari, mancanza di spazio per lo sviluppo delle erbe infestanti) sia ad azioni di tipo biochimico (rilascio di sostanze bio-inibitrici che intossicano i semi e le parti di propagazione delle erbe infestanti).
Questa tecnica permette di mantenere, al livello delle radici superficiali, una temperatura più elevata nei mesi freddi, mentre diminuisce il bisogno di annaffiature durante i mesi caldi. La pacciamatura è una metodologia molto utilizzata nelle pratiche agronomiche sostenibili, quali permacultura, agricoltura naturale e agricoltura biodinamica.
È un'operazione che va effettuata tra autunno e inverno. È necessario zappare bene tutta l'area affinché il terreno si mantenga morbido durante l'inverno, al fine di poter ospitare nuove piante in primavera.
La miglior pacciamatura è quella del cippato, consiste nell'usare tronchetti di legno sminuzzati. A tale scopo viene solitamente impiegato un biotrituratore o biocippatore.
Vi è anche una tecnica chiamata pacciamatura viva o verde, ovvero quando la pianta, in tal caso da coltivare, è più potente con le sue radici delle erbe che la circondano, così facendo le stesse erbe fanno da pacciamatura. Bisogna fare attenzione nel caso di erbe come le gramigne, esse non vanno bene come pacciamatura viva nemmeno se scerbate e fatte seccare. Se si usa erba scerbata ancora non secca viene definita pacciamatura fresca.